# Winston Churchill (1620-1688)
Sir Winston Churchill (18 aprile 1620 – 26 marzo 1688) è stato un nobile, politico e storico inglese nonché antenato del suo più celebre omonimo vissuto nel XX secolo.

## Biografia

Stemma di Sir Winston Churchill

Conosciuto come il Cavaliere colonnello, il primo Winston nacque nel 1620, figlio di John Churchill e Sarah Winston. Studiò presso il St John's College di Oxford, ma lasciò gli studi senza conseguire la laurea. Negli anni della Guerra civile fu un fervente sostenitore del partito realista e durante gli scontri venne ferito, conseguendo la promozione a capitano del reggimento dei King's Horse.

## Carriera
Dopo la sconfitta della causa monarchica venne costretto a pagare un riscatto di 446 sterline; in seguito alla Restaurazione entrò in Parlamento come rappresentante del distretto di Weymouth e Melcombe Regis (1661-1679), avendo come collega in questa veste il figlio del celebre conte di Shaftesbury, e successivamente rappresentò la circoscrizione di Lyme Regis dal 1685 al 1688. Tra le altre cariche pubbliche che ricoprì in questo periodo figurano anche quella di membro della Corte d'Appello per l'Irlanda e segretario della Commissione del Green Cloth. Nel 1664 venne armato cavaliere e lo stesso anno divenne membro della prestigiosa Royal Society; fu anche autore di una storia dei re d'Inghilterra intitolata Divi Britannica; being a remark upon the Lives of all the Kings of this Isle, from the year of the World 2855 until the year of Grace 1660. (Divi Britannica: considerazione sulle Vite di tutti i Re di questa Isola, dall'anno del Mondo 2855 fino all'anno di Grazia 1660). Sir Winston Churchill morì nel marzo del 1688 a 67 anni.

## Matrimonio
Sposò, il 26 maggio 1643, Elizabeth Drake, figlia di Sir John Drake e di Eleanor Boteler, figlia di John Boteler, I barone Boteler e nipote materna di George Villiers, I duca di Buckingham. Ebbero nove figli:
- Winston Churchill (1652-1672); morto alla Battaglia di Solebay nel 1672 all'età di vent'anni;[3]
- Arabella Churchill (23 febbraio 1647-4 maggio 1730)
- John Churchill, I duca di Marlborough (24 giugno 1650-16 giugno 1722);
- George Churchill (28 febbraio 1653-8 maggio 1710);
- Charles Churchill (2 febbraio 1656-29 dicembre 1714);
- Henry Churchill (morto durante l'infanzia)
- Jasper Churchill (?-1678); frequentò il Queen's College di Oxford, entrò nel reggimento del duca di York ma morì poco dopo;[5][6]
- Theobald Churchill (1662-1685); anch'egli frequentò il Queen's College, divenne sacerdote e fu cappellano nel reggimento di suo fratello, il I Dragoni Reali (detti per questo Churchill's Dragoons). Morì soli due anni dopo, nel 1685, a 22 anni;[7]
- Mountjoy Churchill (morto durante l'infanzia).